# 揖斐県立自然公園

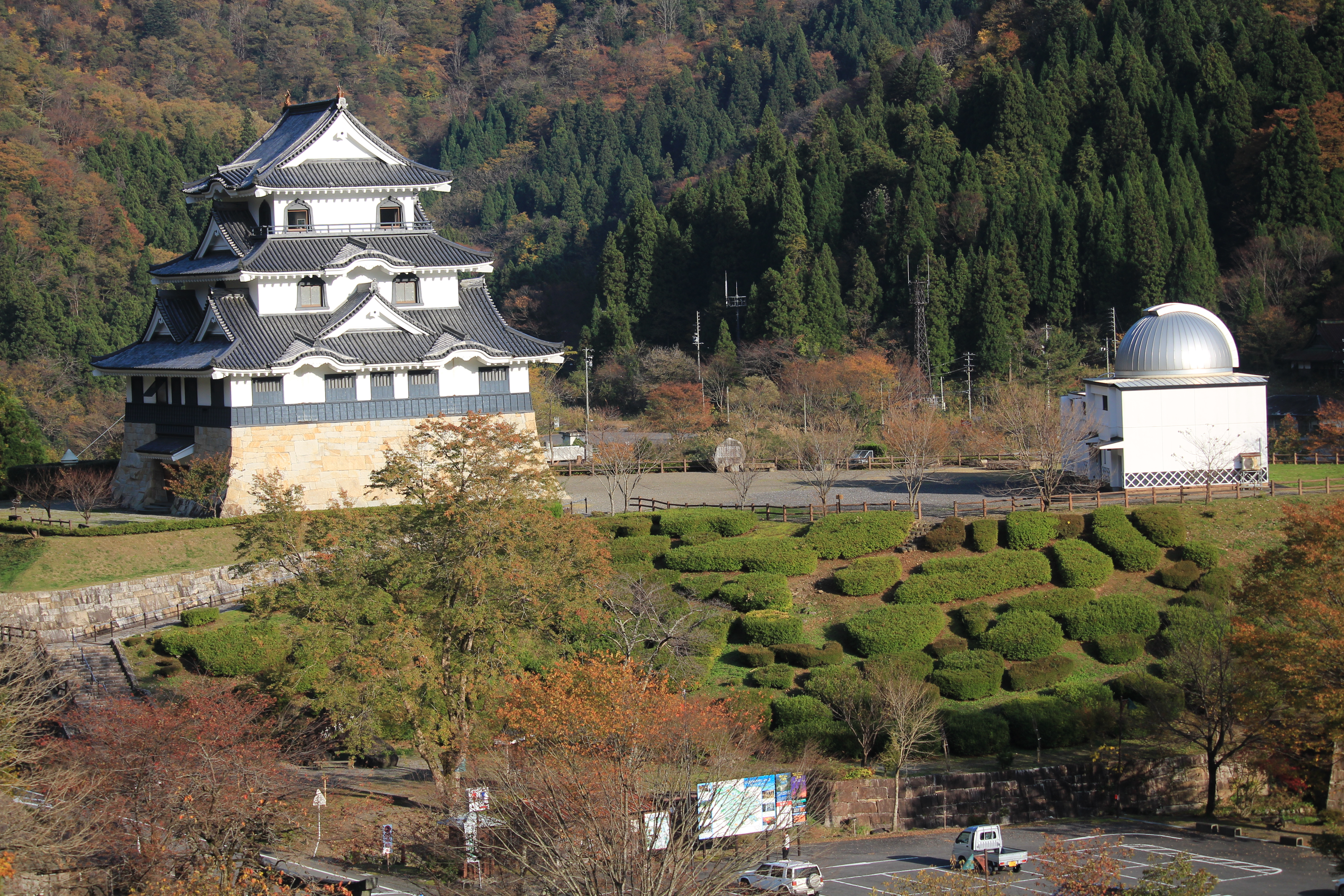
藤橋城（西美濃プラネタリウム）と西美濃天文台、岐阜県揖斐川町

揖斐県立自然公園（いびけんりつしぜんこうえん）は、岐阜県西濃地区にある県立自然公園。面積は、52,834ha。

## 概要
- 揖斐川上流域に位置し、上流部の渓谷と下流部のダム湖が特徴。全域が岐阜県揖斐郡揖斐川町である。
- 近隣には揖斐関ヶ原養老国定公園が存在する。揖斐関ヶ原養老国定公園は揖斐川一帯の渓谷、関ヶ原古戦場、養老の滝、南宮大社、横蔵寺、華厳寺など広範囲であるが、揖斐県立自然公園は揖斐川上流部の旧・坂内村、藤橋村などである。

## 見所

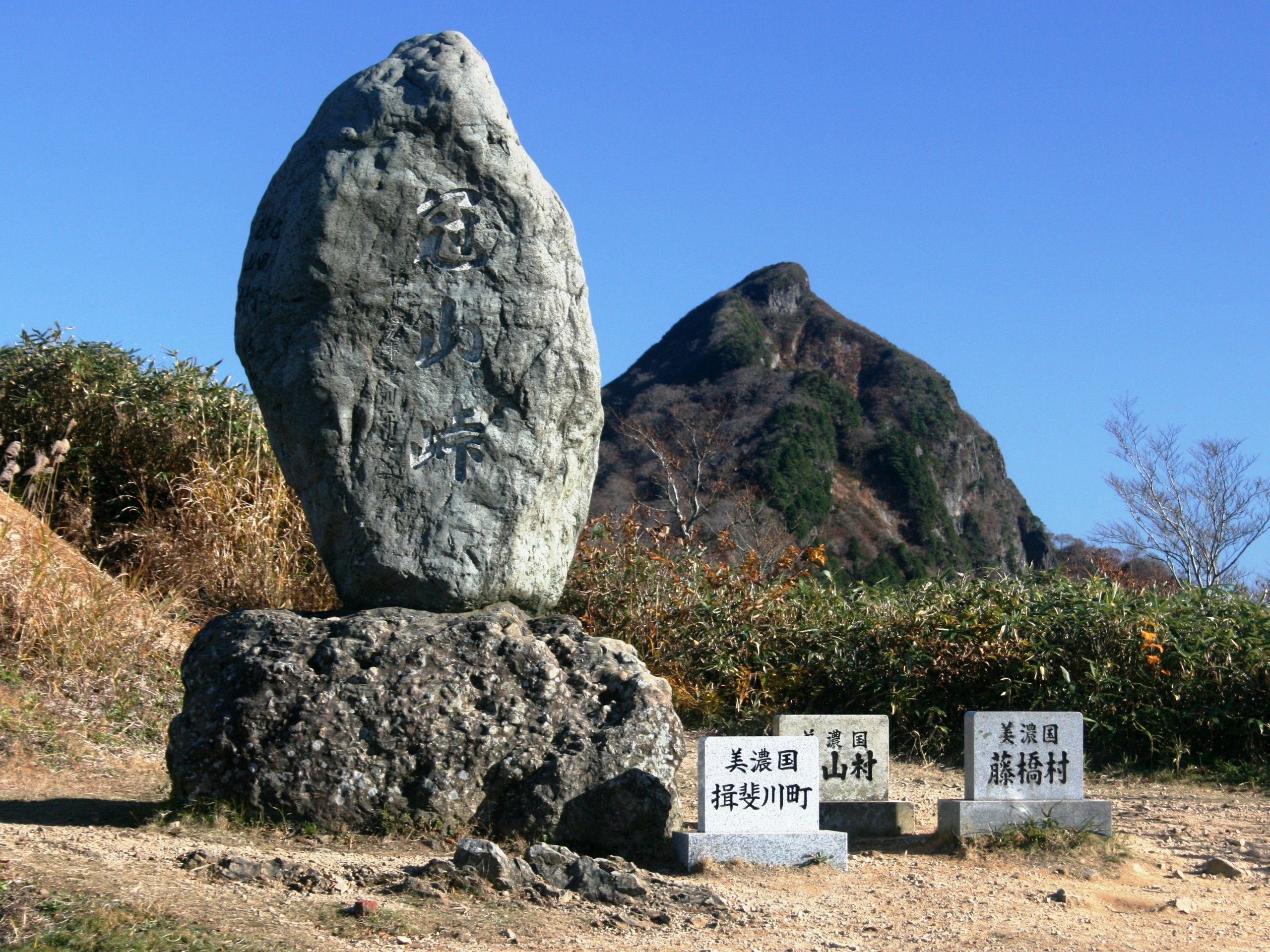
冠山峠と冠山

- 揖斐峡

- 夜叉ヶ池[注釈 1]
- 冠山峠
- 八草峠
- 横山ダム
- 藤橋城
- 西美濃プラネタリウム